# Електростатична індукція
Електростатична індукція - явище перерозподілу електричного заряду в тілах під впливом інших зарядів.
Електростати́чна індукція виникає, коли до тіла піднести інше заряджене тіло. Якщо в такому тілі існують вільні заряди, то вони перетікають з однієї частини тіла в іншу. Наприклад, при піднесенні достатньо зарядженого тіла до нейтрального тіла, від'ємно заряджені вільні електрони в нейтральному тілі перетечуть в частину тіла, розташовану ближче до додатного заряду, залишаючи далеку частину додатно зарядженою. Таким чином утворюється наведений заряд.
Електростатична індукція виникає в провідниках, оскільки в них є вільні носії заряду. В діелектриках в електричних полях інших тіл виникає поляризація.
Перетікання заряду в провідниках продовжується доти, доки електростатичний потенціал усіх точок провідника не стане однаковим, оскільки при рівності потенціалу електричні струми припиняються.